# Monsignor Corrado Balducci
Monsignor Corrado Balducci (Itália, 11 de Maio de 1923) é um padre da Igreja Católica e amigo pessoal do Papa, por muito tempo exerceu o exorcismo para a Diocese de Roma.
Escreveu sobre mensagem subliminar, possessões diabólicas e extraterrestres.

## Educação
Monsignor Balducci se graduou em 1954 pela Pontifícia Academia Eclesiástica.

## Livros publicados
- ISBN 978-8-58-681208-8 Diabo: ...Vivo e Atuante no Mundo, O (paperback, 2004)(El Diablo:....vivo y actuando en el mundo)
- ISBN 978-8-80-437999-7 Il diavolo (Grandisaggi) (1994)(El diablo)
- ISBN 978-8-83-841561-6 Adoratori del diavolo e rock satanico (1991)(Adoradores del diablo y rock satánico)
- ISBN 978-0-81-890586-5 The Devil "Alive and Active in Our World" (paperback, 1990)(El diablo "vivo y activo en nuestro mundo")